# Theridion castaneum
Theridion castaneum là một loài nhện trong họ Theridiidae.
Loài này thuộc chi Theridion. Theridion castaneum được Pelegrin Franganillo-Balboa miêu tả năm 1931.